# Spongia plana
Spongia plana är en svampdjursart som beskrevs av Hyatt 1877. Spongia plana ingår i släktet Spongia och familjen Spongiidae. Inga underarter finns listade i Catalogue of Life.